# Kalanchoe rubella
Kalanchoe rubella är en fetbladsväxtart som först beskrevs av Bak., och fick sitt nu gällande namn av R.-hamet. Kalanchoe rubella ingår i släktet Kalanchoe och familjen fetbladsväxter. Inga underarter finns listade i Catalogue of Life.

## Bildgalleri

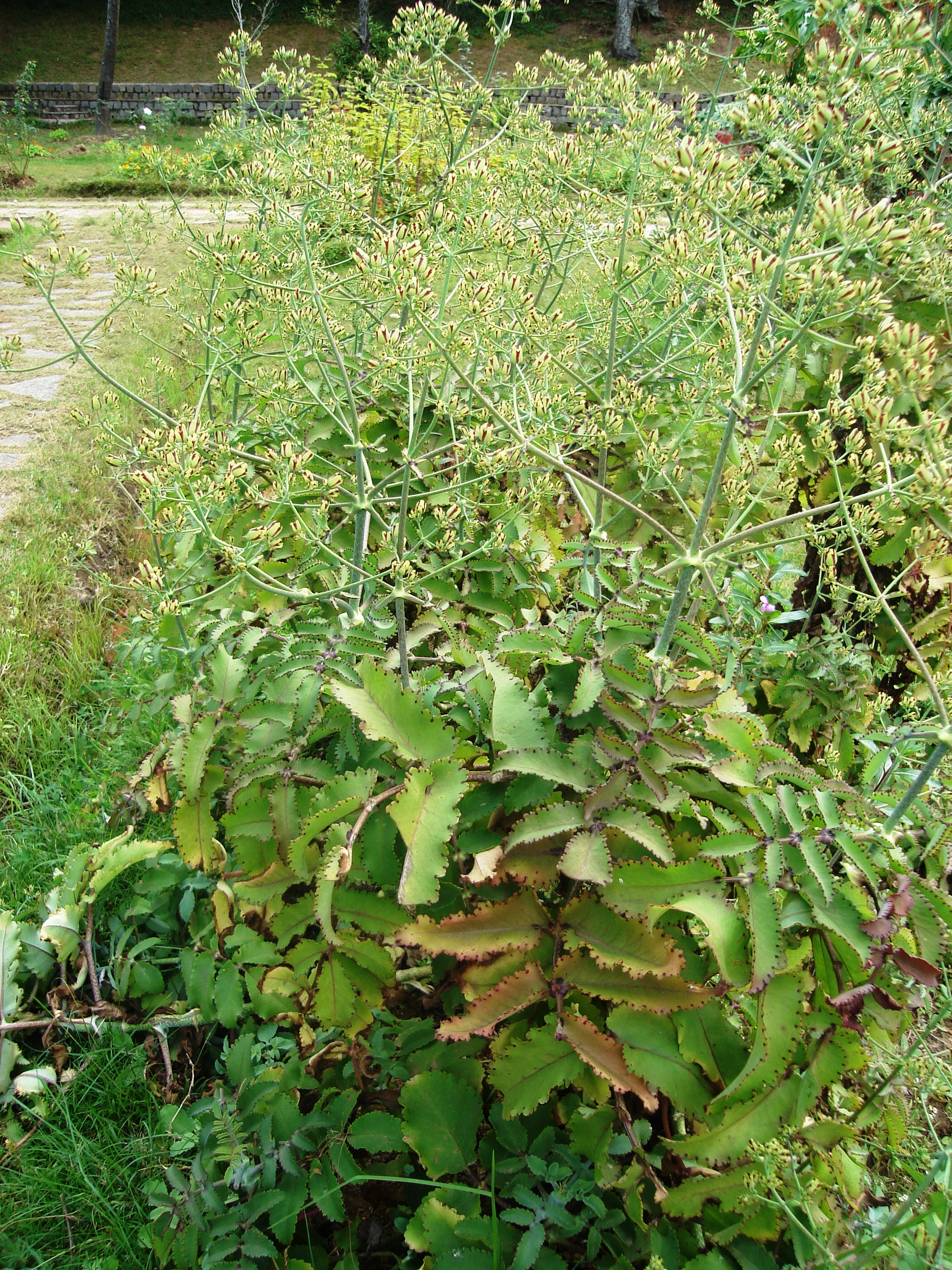
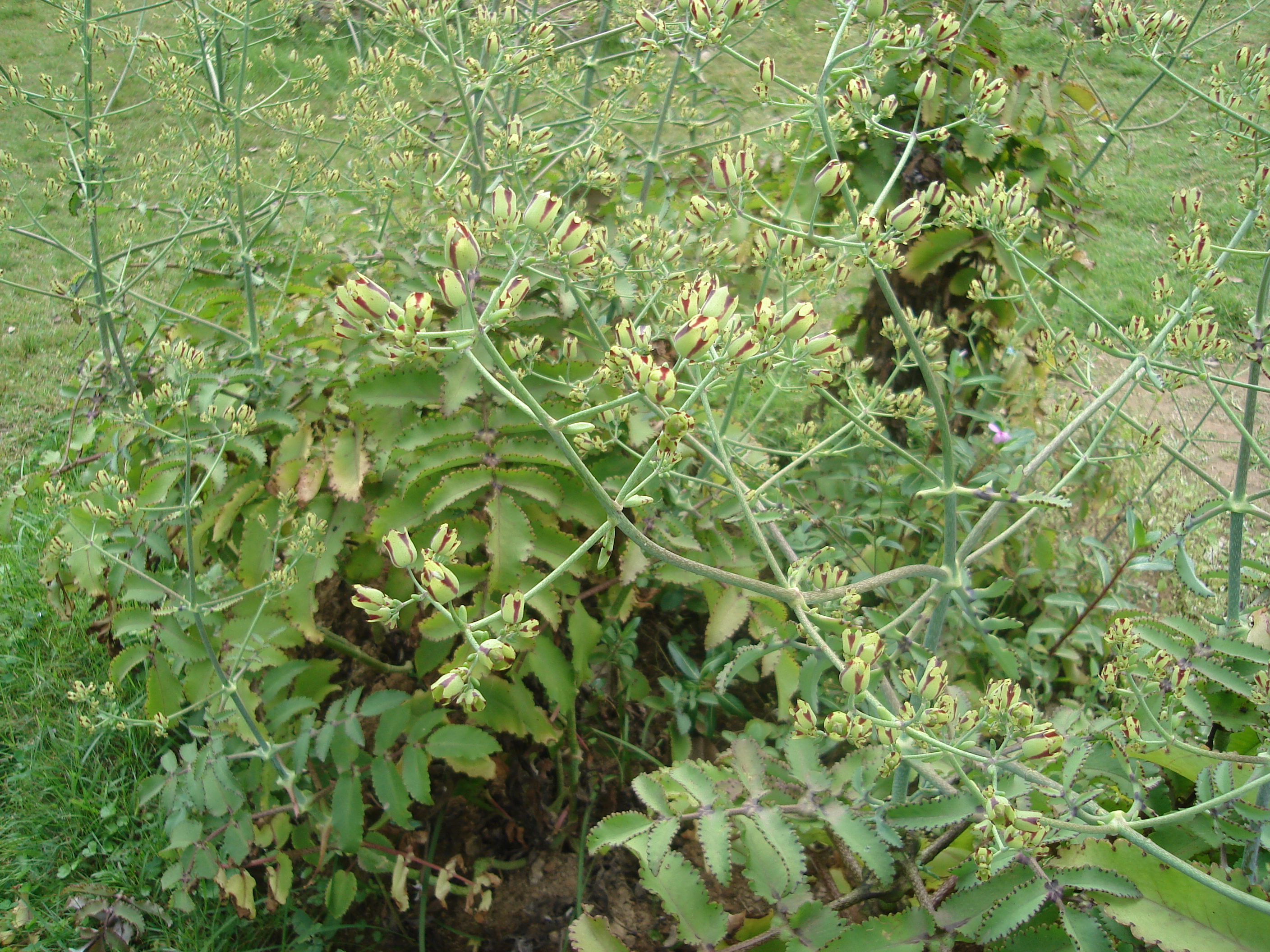